# 모바일 뱅킹 사용률에 따른 나라 목록
아래는 모바일 뱅킹 사용률에 따른 나라 목록이다.
| 순위 | 나라/영토      | 2012년 사용률 |
| ---- | -------------- | ------------- |
| 1    | 대한민국       | 47%           |
| 2    | 중국           | 42%           |
| 3    | 홍콩           | 41%           |
| 4    | 싱가포르       | 38%           |
| 5    | 인도           | 37%           |
| 6    | 스페인         | 34%           |
| 7    | 미국           | 32%           |
| 8    | 멕시코         | 30%           |
| 9    | 오스트레일리아 | 27%           |
| 10   | 프랑스         | 26%           |
| 11   | 영국           | 26%           |
| 12   | 태국           | 24%           |
| 13   | 캐나다         | 22%           |
| 14   | 독일           | 14%           |

## 같이 보기
- 인터넷 접속 속도에 따른 나라 목록
- 인터넷 사용자 수에 따른 나라 목록